# Pałac w Więsławicach
Pałac w Więsławicach – zabytkowy pałac w miejscowości Więsławice (gmina Kowal).
Pałac wybudowany przez Bronisława Kretkowskiego herbu Dołęga. Od frontu trójkątny fronton (przyczółek) z kartuszem zawierającym herb Dołęga. Obiekt jest częścią zespołu pałacowego wybudowanego w latach 1880–1890, w skład którego wchodzi jeszcze park.

Herb Dołęga